# Lista de monarcas soberanos atuais
- Salman da Arábia Saudita
- Naruhito do Japão
- Hassanal do Brunei

- Filipe da Bélgica
- Carlos III do Reino Unido
- Filipe VI de Espanha

Um monarca é o chefe de uma monarquia, forma de governo na qual um Estado é governado por um indivíduo normalmente de forma vitalícia ou até sua abdicação e que herda o trono, normalmente, por nascimento. Os monarcas podem ser autocratas (em monarquias absolutas) ou oficiais representativos do governo, exercendo poderes limitados ou meramente simbólicos, sendo sua autoridade concedida pela legislatura ou gabinete executivo em questão (como ocorre nas monarquias constitucionais). Em muitos casos, um monarca também está ligado à uma religião oficial. A maioria dos reinos possuem somente um monarca por reinado, apesar da possibilidade de um governo regencial em caso de incapacidade, ausência ou impedimento do monarca titular. Atualmente, somente o Principado de Andorra é co-governado por dois monarcas, o Presidente da França e o Bispo de Urgel.
Monarcas são referidos por seus títulos e estilos, que na maioria dos casos, são definidos por tradição e garantidos sob a respectiva constituição do país. Nesta lista, os títulos são citados em língua portuguesa; como, por exemplo, "rei" e "rainha", "príncipe" e "princesa", "imperador" e "imperatriz"; a única exceção é o monarca da Malásia, citado em seu título original (Yang di-Pertuan Agong, que significa "Líder Supremo").
Em estudos de política e sociedade, monarquias são normalmente associadas à hereditariedade política; a maioria dos monarcas, tanto históricos como contemporâneos, nasceram em casas dinásticas. A sucessão têm sido definida através de diversos fórmulas e tradições políticas, como consanguinidade, primogenitura ou agnidade, variando de acordo com o Estado em questão. Algumas monarquias, no entanto, não são hereditárias, uma vez que o líder é selecionado através de eleição; como ocorre na Malásia. Tais sistemas divergem relativamente do conceito original de monarquia, porém são comumente considerados como tal por outras características. Muitos sistemas se baseiam em combinação de hereditariedade e eleições, sendo que as eleições são restritas aos membros de determinada família real. Apesar da posse de governo também ser hereditária, a Coreia do Norte não é reconhecida como uma monarquia por organizações internacionais. 